# Äspereds socken
Äspereds socken i Västergötland ingick i Ås härad, ingår sedan 1974 i Borås kommun och motsvarar från 2016 Äspereds distrikt.
Socknens areal är 28,87 kvadratkilometer varav 25,36 land. År 2000 fanns här 813 invånare.  Ruinerna efter Sundholmens slott samt tätorten Äspered med sockenkyrkan Äspereds kyrka ligger i socknen.   

## Administrativ historik
Socknen har medeltida ursprung.
Vid kommunreformen 1862 övergick socknens ansvar för de kyrkliga frågorna till Äspereds församling och för de borgerliga frågorna bildades Äspereds landskommun. Landskommunen uppgick 1952 i Toarps landskommun  som 1967 uppgick i Dalsjöfors landskommun som  1974 uppgick i Borås kommun. Församlingen uppgick 2014 i Toarps församling.
1 januari 2016 inrättades distriktet Äspered, med samma omfattning som församlingen hade 1999/2000.
Socknen har tillhört län, fögderier, tingslag och domsagor enligt vad som beskrivs i artikeln Ås härad. De indelta soldaterna tillhörde Älvsborgs regemente, Ås kompani.

## Geografi
Äspereds socken ligger öster om Borås kring sjön Tolken. Socknen är en höglänt skogsbygd med höjder i väster som når 320 meter över havet.

## Fornlämningar
Några boplatser och två hällkistor från stenåldern är funna. Från bronsåldern finns spridda gravrösen. Från järnåldern finns gravar.

## Namnet
Namnet skrevs 1409 Esperuth och kommer från kyrkbyn. Efterleden innehåller rud/ryd, 'röjning'. Förleden innehåller aspe, 'aspbestånd'.
Namnet skrevs före 1910 Espereds socken.